# Schindlerova lista
Schindlerova lista (eng. Schindler's List) je američka epska drama i povijesni film iz 1993. godine koju je producirao i režirao Steven Spielberg, a za koju je scenarij napisao Steven Zaillian. Film je temeljen na knjizi Schindler's Ark australskog autora Thomasa Keneallyja. Radnja filma govori o Oskaru Schindleru, njemačkom biznismenu koji je spasio živote više od tisuću uglavnom poljskih Židova tijekom Holokausta omogućivši im da rade u njegovim tvornicama. U filmu su glavne uloge ostvarili Liam Neeson kao Schindler, Ralph Fiennes kao Amon Göth i Ben Kingsley kao Schindlerov židovski knjigovođa Itzhak Stern. John Williams komponirao je glazbu.
Ideje za filmsku priču o Schindlerovim Židovima predložene su još 1963. godine. Ispričati priču o Schindleru bio je jedan od životnih ciljeva Poldeka Pfefferberga, jednog od preživjelih Schindlerovih Židova. Kada je izvršni producent Sid Sheinberg poslao knjigu Schindler's Ark redatelju Spielbergu, ovaj je bio njome fasciniran. Nedugo potom zainteresirao je i holivudsku kompaniju Universal Pictures koja je otkupila prava na knjigu. Međutim, u to vrijeme nije bio siguran je li on sam kao redatelj dovoljno sazrio da napravi film o Holokaustu. Stoga je pokušao razgovarati s nekoliko drugih redatelja i ponuditi im režiju filma, ali je na kraju ipak odlučio sam to napraviti.
Film se snimao 72 dana u Poljskoj, u Krakovu. Spielberg je film snimao kao dokumentarac te odlučio da neće koristiti uobičajene nacrte za scene iz filma. Glavni fotograf Janusz Kaminski želio je filmu dati vječni osjećaj. Scenograf Allan Starski postavio je setove mračnijim ili vedrijim (zavisi od likova u pojedinim scenama). Tijekom rada na stvaranju glazbe za Schindlerovu listu, Williams je pozvao poznatog violinista Itzhaka Perlmana koji je odsvirao glavnu glazbenu temu.
Film Schindlerova lista svoju je premijeru imao 30. studenog 1993. godine u Washingtonu, a u službenu kino distribuciju pušten je 15. prosinca iste godine u SAD-u. Uz kritike da se radi o jednom od najboljih filmova ikada snimljenih, film je postigao odličan uspjeh na kino blagajnama, osvojio čak sedam prestižnih filmskih nagrada Oscar (uključujući one za najbolji film, redatelja i originalnu glazbu) te nebrojene druge nagrade (uključujući sedam nagrada BAFTA i tri Zlatna globusa). Godine 2007. Američki filmski institut postavio je Schindlerovu listu na osmo mjesto liste stotinu najboljih američkih filmova svih vremena što ga je pomaknulo za jedno mjesto u odnosu na listu iz 1998. godine kada je bio postavljen na deveto mjesto. Na listi najboljih filmova svih vremena na popularnoj filmskoj stranici imdb.com, Schindlerova lista već se preko 15 godina konstantno nalazi među 10 najboljih filmova ikad snimljenih.

## Radnja
Godine 1939. na početku Drugog svjetskog rata Njemačka je sve poljske Židove prebacila u geto u Krakovu. Oskar Schindler, njemački biznismen iz Moravske dolazi u grad nadajući se da će se obogatiti kao ratni profiter. Kao član Nacionalsocijalističke njemačke radničke stranke, Schindler podmićuje Wehrmacht i SS oficire. Pod pokroviteljstvom vojske, Schindler otvara tvornicu za proizvodnju vojne opreme. Ne znajući mnogo o tome kako voditi posao, Schindler uskoro zapošljava Itzhaka Sterna, službenika iz Židovskog vijeća koji se nalazi u kontaktu sa židovskom poslovnom zajednicom i trgovcima na crno u getu. Židovski biznismeni posuđuju Schindleru novac u zamjenu za svoj dio proizvoda koji se proizvodi u tvornici. Nakon otvaranja tvornice, Schindler uživa u društvu s Nacistima, svom novo-stečenom bogatstvu i statusu "Gospodina Direktora", dok se Stern bavi kompletnom poslovnom administracijom. Schindler u svojoj tvornici zapošljava poljske Židove umjesto poljskih Katolika zbog toga što su ovi prvi jeftiniji. Radnicima u Schindlerovoj tvornici dozvoljen je odlazak van geta pa se Stern brine da što više ljudi bude proglašeno "prijeko potrebnima" za Njemačku kako bi ih na taj način spasio od odvođenja u koncentracijski logor ili smrti.
SS-pukovnik (Unterstrumführer) Amon Göth dolazi u Krakov kako bi nadgledao izgradnju koncentracionog logora u Plaszowu. Nakon što je logor završen, on naručuje likvidaciju geta čime započinje Operacija Reinhard u Krakovu tijekom koje stotine njemačkih trupa prazne prenapučene sobe, ubijajući u procesu svakoga tko nije kooperativan, tko je stariji ili bolestan. Schindler promatra masakr i, premda je istim duboko potresen, svejedno ostaje oprezan, sprijateljuje se s Göthom i preko Sternovih podmićivanja nastavlja uživati u potpori SS-a. Uskoro Schindler podmićuje Götha da mu ovaj dopusti gradnju logora za svoje radnike kako bi njegova tvornica nesmetano nastavila s radom i kako bi svoje radnike zaštitio. Kako vrijeme prolazi, Schindler pokušava spasiti što je moguće više života. Nedugo potom rat mijenja smjer pa je Göthu naređeno da ostatak Židova prebaci u koncentracijski logor u Auschwitzu.
Schindler se priprema napustiti Krakov sa svojim bogatstvom no uskoro shvaća da to ne može učiniti te nagovara Götha da mu dopusti zadržati njegove radnike koje će prebaciti u tvornicu u svom rodnom gradu Zwittau-Brinnlitz (daleko od Konačnog rješenja). Göth mu svako ime masno naplaćuje. Schindler i Stern nakon toga sastavljaju listu radnika koje će zadržati podalje od vlakova koji su krenuli putem Auschwitza.
Tako su se na "Schindlerovoj listi" našla imena "vještih" radnika, a za mnoge od njih u Plaszowu biti na toj listi značilo je ostati živ. Gotovo svi ljudi sa Schindlerove liste sigurno stignu u novi logor u njegovu rodnom gradu. Međutim, vlak u kojem su se nalazile žene slučajno je preusmjeren u Auschwitz. Schindler uskoro dijamantima podmićuje komandanta logora, Rudolfa Hössa koji pušta žene u Brinnlitz. Nakon što žene dođu do logora, Schindler preuzima striktnu kontrolu nad SS čuvarima, zabranjujući im da ulaze u tvornicu u kojoj se radi. Također ohrabruje Židove na molitvu. Kako bi ih sačuvao živima, Schindler troši cijelo svoje bogatstvo kako bi podmitio nacističke oficire i kupio ispravne granate od drugih kompanija; njegova tvornica tijekom sedam mjeseci rada nije proizvela niti jednu jedinu ispravnu granatu. Vrlo brzo ostaje bez novca baš u trenutku kada se Wehrmacht predaje čime je službeno završen rat u Europi.
8. svibnja 1945. godine: radnici i njemački vojnici slušaju britanskog premijera Winstona Churchilla koji obavještava cijeli svijet da je Njemačka kapitulirala. Budući da je član Nacionalsocijalističke njemačke radničke stranke i "ratni profiter" Schindler mora pobjeći pred nadolazećom Crvenom armijom. Premda je SS čuvarima naređeno da ubiju sve Židove koji se nalaze u logorima, Schindler ih nagovara da se radije vrate kućama kao muškarci, a ne ubojice. Nešto malo prije ponoći kada će Židovi i službeno postati slobodni, Schindler stavlja svoje stvari u automobil i oprašta se sa svojim radnicima. Oni mu daju pismo u kojem su pokušali objasniti da Schindler za njih nije kriminalac, a Stern mu daje i prsten kojeg su potajno napravili, a na kojem su ugravirali natpis iz Talmuda: "Onaj tko spasi jedan život, spašava cijeli svijet." Schindler je duboko dirnut ovom gestom, ali u tom trenutku doživljava emotivni kolaps osjećajući da je mogao spasiti još više života.
Nakon što je otišao, Schindlerovi Židovi bude se sljedećeg jutra. Pripadnik sovjetske vojske obznanjuje im da ih je Crvena armija oslobodila. Uskoro se preživjeli Židovi upute u obližnji gradić u potrazi za hranom.
Nakon montažne sekvence u kojoj vidimo post-ratne događaje poput egzekucije Amona Götha i natpisa što se dogodilo sa Schindlerom u kasnijim godinama njegovog života, vidimo Židove kako dolaze u obližnji gradić. Uskoro se crno-bijela slika pretvara u sliku u boji te vidimo Židove u današnjem vremenu koji u povorci dolaze pred Schindlerov grob u Jeruzalemu gdje je on sam želio biti pokopan. Schindlerovi Židovi koji su radili u njegovoj tvornici, sada u poodmaklim godinama života, stavljaju kamenje na nadgrobni spomenik - židovska tradicija kojom se odaje zahvalnost pokojniku. Glumci koji su tumačili glavne likove u filmu također hodaju pored njih. Ben Kingsleyja prati udovica Itzhaka Sterna koji je umro 1969. godine. Dok gledamo scenu, pojavljuje se natpis koji objašnjava da je danas manje od četiri tisuće Židova ostalo u Poljskoj, ali da u svijetu postoji više od šest tisuća potomaka Schindlerovih Židova. U posljednjoj sceni glumac Liam Neeson nad Schindlerov nadgrobni spomenik stavlja par ruža i mirno stoji iznad njega.

## Glumačka postava
- Liam Neeson kao Oskar Schindler, njemački biznismen koji spasi živote preko 1.100 Židova zaposlivši ih u svojoj tvornici.
- Ben Kingsley kao Itzhak Stern, Schindlerov knjigovođa i poslovni partner.
- Ralph Fiennes kao Amon Göth, SS oficir kojem je dan zadatak da izgradi i vodi koncentracijski logor u Plaszowu te koji se sprijateljuje sa Schindlerom. Radi se o sadistu i psihopatu koji učestalo ubija zatvorenike iz čiste zabave.
- Caroline Goodall kao Emilie Schindler, Schindlerova supruga.
- Jonathan Sagall kao Poldek Pfefferberg, mladić koji sa svojom suprugom Milom preživljava i nabavlja potrebne stvari za Schindlera s crnog tržišta.
- Embeth Davidtz kao Helen Hirsch, mlada Židovka koja radi kao kućepaziteljica u Göthovoj vili. Iako je Židovka, Göth ju smatra privlačnom.
- Mark Ivanir kao Marcel Goldberg
- Andrzej Seweryn kao Julian Scherner
- Jerzy Nowak kao investitor
- Norbert Weisser kao Albert Hujar
- Anna Mucha kao Danka Dresner
- Hans-Michael Rehberg kao Rudolf Höß
- Daniel Del Ponte kao Josef Mengele, doktor u Auschwitzu

## Produkcija

### Razvoj projekta
Poldek Pfefferberg bio je jedan od preživjelih Schindlerovih Židova i jedan od njegovih životnih ciljeva bio je ispričati priču o svom spasitelju. Pfefferberg je još 1963. godine pokušao producirati biografski film o Oskaru Schindleru s kompanijom MGM kojeg bi napisao Howard Koch, ali su pregovori propali. Godine 1982. autor Thomas Keneally objavio je knjigu Schindler's Ark koju je napisao nakon što je upoznao Pfefferberga. Predsjednik MCA-a Sid Sheinberg poslao je kritiku knjige iz New York Timesa redatelju Stevenu Spielbergu. Ovaj je knjigom bio opčinjen, u šali pitajući je li istinita. Spielberg "je bio privučen Schindlerovom paradoksalnom prirodom... Priča je bila o Nacistu koji spašava Židove... Što bi natjeralo čovjeka da odjednom potroši cijelo svoje bogatstvo kako bi spasio njihove živote?" Spielberg je bio zainteresiran pa je nagovorio studio Universal Pictures da otkupi prava na knjigu te se početkom 1983. godine prvi puta našao s Pfefferbergom. Pfefferberg ga je upitao kada će započeti sa snimanjem, a Spielberg mu je odgovorio: "Za deset godina." U odjavnoj špici filma stavljena je zahvala Pfefferbergu za njegov doprinos filmu pod pseudonimom "Leopold Page".
Spielberg nije bio siguran je li dovoljno sazrio kao redatelj da bi snimio film o Holokaustu pa je cijeli projekt godinama ostao "na njegovoj savjesti". Pokušao je projekt "gurnuti" redatelju Romanu Polanskom koji ga je odbio. Majka redatelja Polanskog ubijena je u Auschwitzu, a on je živio i preživio u getu u Krakovu. Polanski kasnije jest režirao vlastitu dramu o Holokaustu, film Pijanist iz 2002. godine. Spielberg je također ponudio režiju filma Sydneyju Pollacku i Martinu Scorseseu koji je bio vezan za projekt 1988. godine. Međutim, Spielberg ipak nije bio sto posto siguran da li želi dozvoliti Scorseseu da režira film "budući sam osjećao da odustajem od nečega što sam mogao učiniti za svoju djecu i obitelj." Umjesto toga, Spielberg mu je ponudio režiju filma Rt straha iz 1991. godine. Redatelj Billy Wilder također je izrazio zanimanje za režiju filma "kao memoar na većinu njegove obitelji koja je završila u Auschwitzu".
Na kraju je Spielberg sam odlučio režirao film nakon što je čuo nekolicinu ljudi koji su negirali da se Holokaust ikada zapravo dogodio. Uz rast Neonacističkog pokreta nakon pada Berlinskog zida, postao je zabrinut da su ljudi postali indiferentni prema netoleranciji baš kao što se to dogodilo i u 30-im godinama prošlog stoljeća. Uz to, Spielberg je postajao sve angažiraniji oko svog židovskog podrijetla dok je odgajao vlastitu djecu. Sid Sheinberg odobrio je snimanje filma uz jedan uvjet: da Spielberg najprije snimi Jurski park. Spielberg će kasnije reći: "Znao je da nakon što završim režiju Schindlerove liste neću biti u mogućnosti režirati Jurski park".
Godine 1983. Keneally je unajmljen kako bi adaptirao knjigu u scenarij koji je u konačnici imao 220 stranica. Tijekom adaptacije, fokusirao se na mnogobrojne Schindlerove odnose i priznao da nije dovoljno uobličio samu priču. Spielberg je unajmio Kurta Luedtkea koji je adaptirao scenarij za film Moja Afrika da napiše sljedeću verziju scenarija. Četiri godine kasnije Luedtke je gotovo odustao budući je smatrao da je Schindlerova promjena karaktera potpuno neuvjerljiva. Kada je konačno odlučio da će režirati film, Spielberg je unajmio Stevena Zailliana da napiše scenarij. Ovaj ga je pretvorio u verziju koja je imala tek 115 stranica što je Spielberg smatrao prekratkim pa ga je zamolio da napiše dužu verziju koja je na kraju imala 195 stranica. Spielberg se u priči želio fokusirati na Židove. Produžio je sekvencu likvidacije u getu budući je smatrao da "scena mora biti na rubu gledljivosti". Želio je da Schindlerova promjena bude velika i ambiciozna, a ne "kao neka eksplozivna katarza koja će cijeli film pretvoriti u Veliki bijeg".

### Dodjela uloga
Liam Neeson pojavio se na audiciji za Oskara Schindlera u ranoj fazi dodjeljivanja uloga, a dobio ju je u prosincu 1992. godine nakon što ga je Spielberg gledao na Broadwayju u predstavi Anna Christie. Warren Beatty također je sudjelovao u audiciji, ali je Spielberg bio zabrinut da on neće moći "sakriti" svoj naglasak te da će samom filmu donijeti teret "holivudske zvijezde". Kevin Costner i Mel Gibson također su izrazili zanimanje za naslovni lik. Neeson je izjavio: "Schindler je uživao u zezanciji s Nacistima. U Keneallyjevoj knjizi on je portretiran kao da ga ostali smatraju ludom... da su Nacisti iz New Yorka, on bi bio iz Arkansasa. Ne uzimaju ga za ozbiljno, a on je to u potpunosti iskoristio." Kako bi se što bolje pripremio za ulogu, Neesonu su poslane vrpce izvršnog direktora kompanije Time Warner, Stevea Rossa, kojeg je Spielberg često uspoređivao sa Schindlerom.
Ralph Fiennes dobio je ulogu Amona Götha nakon što ga je Spielberg vidio u filmovima A Dangerous Man: Lawrence After Arabia i Emily Brontë's Wuthering Heights. Spielberg je za Fiennesovu audiciju izjavio: "Vidio sam seksualno zlo. Sve je bilo u suptilnosti: postojali su trenuci dragosti koji bi prošli kroz njegove oči te se istog časa ugasili." Fiennes se za ulogu dodatno udebljao. Kako bi se što bolje pripremio za performansu, gledao je stare vijesti iz arhive te razgovarao s preživjelim žrtvama Holokausta koji su poznavali Amona Götha. Dok ga je glumio, Fiennes je izjavio: "Približio sam se njegovoj boli. Iznutra on je devastirano, jadno ljudsko biće. Moji osjećaji u vezi njega su podijeljeni, žalim ga na neki način. On je poput neke stare lutke koju sam dobio i s kojom sam razvio određeni odnos." Fiennes je u nacističkoj odori izgledao toliko slično Amonu Göthu da, kada ga je Mila Pfefferberg - jedna od preživjelih - prvi puta vidjela, tresla se od straha.
Sveukupno u filmu postoji 126 govornih uloga. Tijekom snimanja angažirano je trideset tisuća statista. Spielberg je za uloge likova koji govore hebrejskim jezikom uzeo djecu Schindlerovih Židova, a za ostale preživjele angažirao je Poljake Katolike. Često su mu Nijemci koji su glumili SS vojnike dolazili i govorili: "Hvala vam što ste mi omogućili da razriješim obiteljske tajne glumeći u vašem filmu." Negdje na polovici snimanja, Spielberg je osmislio epilog u kojem će 128 preživjelih Schindlerovih Židova doći na njegov grob u Jeruzalemu i odati mu počast. Producenti su se istinski potrudili pronaći prave Schindlerove Židove koji su portretirani u filmu.

### Snimanje filma
Snimanje filma započelo je 1. ožujka 1993. godine u Krakovu (Poljska) i sveukupno je trajalo 72 dana. Ekipa je snimala na pravim lokacijama premda je logor u Plaszowu, naravno, morao biti ponovno izgrađen na istom mjestu gdje se nalazio i tijekom Drugog svjetskog rata. Filmskoj ekipi nije bio dozvoljen ulazak u Auschwitz pa su izvan logora izgradili njegovu repliku. Građani Poljske pozdravili su dolazak filmske ekipe. Tijekom snimanja također je bilo i par antisemitskih indicenata: u blizini lokacije gdje se film snimao preko noći su se pojavili nacrtani antisemitski simboli. Starija žena zamijenila je glumca Fiennesa za pravog Nacistu te mu rekla "da su Nijemci šarmantni ljudi. Ne ubijaju nekoga tko to nije zaslužio", dok se glumac Kingsley skoro potukao s ostarjelim njemačkim biznismenom koji je uvrijedio izraelskog glumca Michaela Schneidera. Međutim, bez obzira na to Spielberg je izjavio da "su se svi njemački glumci pojavili na snimanju. Uskoro su se družili s izraelskom glumcima i svi su sjedili jedni pored drugih. Ta obitelj glumaca razgovarala je mirno, ostavivši negdje u pozadini vlastitu rasu i kulturu."
Za samog redatelja Spielberga snimanje Schindlerove liste bilo je izrazito emotivno; sama radnja nagnala ga je da se suoči s vlastitim djetinjstvom poput antisemitizma kojem je bio izložen. Bio je ljutit na sebe što se nije isplakao tijekom posjete Auschwitzu te je također bio jedan od mnogih članova filmske ekipe koji nisu mogli gledati snimanje scene u kojem ostarjele nage Židove nacistički doktori selektiraju za odlazak u Auschwitz. Nekoliko glumica doživjelo je slom prilikom snimanja scene pod tuševima, uključujući i onu koja je rođena u koncentracijskom logoru. Kate Capshaw i Spielbergovih petero djece pratili su Spielberga na setu, a kasnije je zahvalio svojoj supruzi "što me je spašavala devedeset i dva dana za redom... kada su stvari postale jednostavno nepodnošljive." Spielbergovi roditelji i njegov rabin također su ga posjetili na setu. Robin Williams zvao je Spielberga svaka dva tjedna kako bi ga pokušao razveseliti s raznim šalama i vicevima, budući je na samom setu bilo vrlo malo humora. Redatelj je također naručio razne epizode humoristične serije Seinfeld na VHS-u da mu se pošalju u hotelsku sobu koje bi gledao svakog dana nakon snimanja. Ironije radi, Jerry Seinfeld je gledajući film Schindlerova lista u kinu osmislio radnju jedne cijele epizode koja se emitirala u kasnijim sezonama serije. Spielberg se odrekao plaće za film, prozvavši ga "krvavim novcem" i vjerovao je da će film propasti na kino blagajnama.

### Fotografija
Spielberg je odlučio da film neće snimati na način kao što je to uobičajeno (s nacrtima), već da će ga snimati kao dokumentarac pa je gledao dokumentarne filmove The Twisted Cross (iz 1956. godine) i Shoah (iz 1985. godine) kako bi pronašao inspiraciju. Četrdeset posto filma snimljeno je kamerom "iz ruke", a skromni budžet od 25 milijuna dolara značio je da je film snimljen relativno brzo - u roku od 72 dana. Spielberg je smatrao da je sve to dalo filmu "spontanost, oštrinu te da se dobro uklapa sa samom temom". Također je izjavio da "nije upotrebljavao kran, da se odrekao Steadicama, leći za zumiranje i svega ostalog što je smatrao da bi mu olakšalo posao." Zbog takvog stila snimanja osjećao se kao umjetnik budući je sam sebe ograničio na korištenje tek određenih aparata i materijala za snimanje, a također je smatrao da film ionako neće biti komercijalno uspješan. Spielberg je tijekom snimanja filma redateljski "odrastao" i smatrao je da je sve ono što je snimio prije Schindlerove liste bila oda redateljima kao što su Cecil B. DeMille ili David Lean. U ovom filmu stil snimanja bio je isključivo njegov. Ponosno je izjavio da tijekom snimanja nije upotrebljen niti jedan kran.
Odluka da film bude crno-bijeli proizašla je iz želje da se isti snimi kao dokumentarac, a sam kamerman Janusz Kaminski zbog toga je Schindlerovu listu usporedio s njemačkim ekspresionizmom i talijanskim neorealizmom. Kaminski je nadodao da je filmu želio dati bezvremenski ugođaj kako publika ne bi "imala osjećaj kad je film zapravo snimljen". Spielberg je dao potporu toj želji "svime onime što sam vidio o Holokaustu... a to su uglavnom bile crno-bijele fotografije." Tadašnji predsjednik kompanije Universal Pictures Tom Pollock zamolio je Spielberga da film snimi u kolor negativu kako bi se prodale VHS kopije filma u boji, ali Spielberg nije želio "uljepšati događaje". Crno-bijela tehnika snimanja zadala je dosta muke filmskoj ekipi. Scenograf Allan Starski morao je setove na kojima se snimalo napraviti mračnijim ili tamnijim - što je zavisilo od samih glumaca u pojedinim scenama, kako se isti ne bi "utopili" u okoliš.

### Glazba
Originalnu glazbu za film Schindlerova lista skladao je John Williams. Sam Williams bio je oduševljen filmom i smatrao je da će skladanje glazbe za isti biti previše izazovno. Rekao je Spielbergu: "Za ovaj film trebaš boljeg kompozitora", na što mu je Spielberg odgovorio: "Znam. Ali oni su svi mrtvi!". Williams je glavnu temu filma svirao na glasoviru, a na Spielbergov prijedlog unajmio je Itzhaka Perlmana da ju odsvira na violini.
U intervjuu koji je Perlman dao povodom Schindlerove liste izjavio je: "Nisam mogo vjerovati koliko je glazba autentična sa zvukom i upitao sam Johna odakle mu uopće inspiracija, a on mi je odgovorio da ju je dobio u Guslaču s krova i da mu je sve došlo nekako prirodno." Na upit je li uopće razmišljao o sudjelovanju u Schindlerovoj listi nakon što je dobio poziv Perlman je odgovorio: "Pristao sam odmah, jer je tema filma bila izrazito važna za mene i osjećao sam da joj mogu pridonijeti zbog toga što znam povijest i indirektno sam bio njezina žrtva."
U sceni u kojoj se vrši likvidacija geta od strane Nacista u pozadini dječji zbor pjeva tradicionalnu pjesmu Oyfn Pripetshik. Spielbergova baka Becky često je pjevala tu pjesmu svojim unucima. Solo klarineti koji se čuju u filmu snimio je virtuoz Giora Feidman. Skladatelj John Williams za glazbu iz filma osvojio je svoju petu po redu prestižnu nagradu Oscar.

## Simbolika

### Djevojčica u crvenom kaputu
Premda je film Schindlerova lista gotovo u cijelosti snimljen bez boje, crvena boja pojavljuje se u sekvenci s malom djevojčicom (koju glumi Oliwia Dabrowska). Kasnije u filmu ta se ista djevojčica također pojavljuje, ovaj puta kao jedan od mnogobrojnih mrtvih Židova, a prepoznatljiva je upravo po svom crvenom kaputiću. Premda se radi o slučajnosti, lik djevojčice vrlo je sličan Romi Ligocki koja je u getu u Krakovu bila poznata po svom crvenom kaputu. Ligocka je, za razliku od lika iz filma, preživjela Holokaust. Nakon što je film krenuo u kina, Ligocka je napisala i objavila vlastitu priču The Girl in the Red Coat: A Memoir. Ipak, sama scena iz filma temeljena je na sjećanju Zeliga Burkhuta, preživjelog zarobljenika iz Plaszowa (i ostalih logora). Kada je redatelj Spielberg razgovarao s njim prije početka snimanja, Burkhut mu je pričao o maloj djevojčici koja je nosila kaput ružičaste boje, nije imala više od četiri godine, a koju je nacistički oficir ubio pred njegovim očima. Tijekom intervjua za The Courier-Mail Burkhut je izjavio: "To je nešto što ostane u vama zauvijek."
Prema pisanju Andyja Patrizija iz IGN-a, djevojčica u crvenom kaputu je indikacija da se Schindler promijenio: "Spielberg postavlja obrat u filmu koristeći djevojčicu u crvenom kaputu. Izraz na Schindlerovom licu sve govori. Minutu prije nego ju je ugledao, Schindler se naljutio kada je vidio da mu je automobil prekriven pepelom spaljenih mrtvih tijela." Andre Caron upitao se je li scena napravljena "kako bi simbolizirala nevinost, nadu ili crvenu krv Židovskog naroda koji su žrtvovani u hororu Holokausta?" Sam Spielberg objasnio je da je samo pratio roman, a njegova interpretacija istoga je bila:
Premda u filmu ne progovori niti riječi, na popularnoj internetskoj stranici imdb.com njezin lik zove se "Red Genia". Glumila ju je Oliwia Dabrowska koja je u vrijeme snimanja scene imala 3 godine. Spielberg ju je zamolio da ne gleda film dok ne napuni 18 godina, ali ga je pogledala kada je napunila 11 godina i izjavila da se osjećala "prestravljeno". Kao studentica izjavila je da je ponosna na ulogu koju je imala u filmu.

### Svijeće
Na početku filma vidimo obitelj koja obavlja Šabat i pali svijeću. Kako svijeća gori, tako boja polagano nestaje sve dok se u potpunosti ne ugasi i iz nje započne izlaziti dim koji simbolizira tijela spaljena u logoru u Auschwitzu. Tek pred kraj filma boja svijeća ponovno se polagano pojavljuje i to u sceni kada Schindler dozvoli svojim radnicima da odu na molitvu. Za Spielberga taj trenutak sa svijećama predstavlja "tek malo boje i tek malo nade za budućnost."

## Distribucija
Film Schindlerova lista sa službenom kino distribucijom krenuo je u New Yorku, Los Angelesu i Torontu 15. prosinca 1993. godine. Do danas njegova kino zarada u SAD-u iznosi 96,1 milijun dolara te 321,2 milijuna dolara u cijelom svijetu. U Njemačkoj je prodano preko 5,8 milijuna kinoulaznica za film.
Svoju televizijsku premijeru na mreži NBC film Schindlerova lista imao je u nedjelju, 23. veljače 1997. godine. Film je emitiran bez reklama, sponzoriran od strane kompanije Ford Motor. U razdoblju od 7. svibnja 1995. godine (kada je također emitiran Spielbergov film Jurski park) pa sve do te nedjelje, to je bio najgledaniji film na televizijskoj mreži NBC.
Film je na DVD-u izdan 9. ožujka 2004. godine. DVD izdanje sadržavalo je widescreen i fullscreen verzije filma, a u oba slučaja radilo se o dvostrukim izdanjima s posebnim dodacima koji su uključivali dokumentarni film čiji je uvod snimio Steven Spielberg. U prodaju je također bilo pušteno i limitirano izdanje s dodatnim darom, a proizvedeno je tek deset tisuća primjeraka. Osim DVD-a, limitirano izdanje sadržavalo je i službeni soundtrack filma, originalnu knjigu i ekskluzivnu knjižicu s fotografijama.
Dana 5. ožujka 2013. godine film Schindlerova lista izdan je na Blu-rayu povodom 20-e obljetnice.
Svake godine na Dan sjećanja na Holokaust u Izraelu film se prikazuje na javnoj televiziji, bez cenzure i bez prekida s reklamama.
Nakon uspjeha filma Spielberg je osnovao Survivors of the Shoah Visual History Foundation, neprofitnu organizaciju s ciljem skupljanja arhive snimljenih svjedočenja mnogih preživjelih žrtava Holokausta kako bi njihove priče zauvijek ostale sačuvane. I danas nastavlja s financiranjem tog projekta. Iskoristio je zaradu od filma kako bi financirao nekoliko sličnih dokumentaraca uključujući The Lost Children of Berlin (1996.), Anne Frank Remembered (1995.) i The Last Days (1998.).

## Kritike
Film Schindlerova lista pobrao je hvalospjeve kritičara. Vodeći britanski kritičar John Gross pišući za The New York Review of Books istaknuo je: "Zamislite da kompanija Disney službeno najavi da planira snimati film o Holokaustu. Spielbergovi filmovi do sada su uglavnom bile bajke ili avanture ili mješavina oba žanra i ne mogu se pretvarati da sam, prije gledanja ovog filma, bio ispunjen predrasudama. Moji strahovi su, međutim, u potpunosti nestali. Spielberg svojim materijalom prikazuje čvrsti moral i emotivnu srž. Film je veličanstveno postignuće." Međutim, filmski kritičar Robert Philip Kolker u svojoj knjizi A Cinema of Loneliness napao je film zbog portreta SS oficira Amona Götha kao "prebrutalnog. On je psihopat, a psihopatija je prelagan način da se priča protiv Nacizma i njegovih sljedbenika. Ideološki elementi su toliko iskrivljeni snovima o moći, autoritetu, mržnji i uvjerenjima o potrebnosti da se većina kulture svodi na čin ubijanja drugog. Bilo je, naravno, psihotičnih Nijemaca; ali Nacizam ne može biti sveden isključivo na psihozu. Postoje scene u filmu Schindlerova lista u kojima njemački oficiri kao u nekom bunilu histerično ubijaju ljude i sve te scene možda su puno bliže istini nego one s pomahnitalom Götheom."
Schindlerovu listu izrazito su dobro prihvatile Spielbergove kolege. Poznati redatelj Billy Wilder navodno je nakon gledanja filma napisao dugačko pismo Spielbergu u kojem, između ostalog, stoji: "Nisu mogli pronaći boljeg čovjeka. Ovaj film apsolutno je savršenstvo." Redatelj Roman Polanski, koji je odbio Spielbergovu ponudu za režiju filma, kasnije je komentirao: "Mislim da ne bih mogao napraviti toliko dobar posao kao Spielberg, jer ne bih mogao biti objektivan kao što je on bio." Polanski je također izjavio da je Schindlerova lista utjecala na njegov film Death and the Maiden iz 1995. godine. Uspjeh filma Schindlerova lista natjerao je priznatog redatelja Stanleyja Kubricka da odustane od svog filmskog projekta o Holokaustu - Aryan Papers - čija bi se radnja vrtila oko dječaka Židova koji preživljava rat skupa sa svojom tetom skrivajući se u Poljskoj i pretvarajući se da je Katolik. Uvjeren kako niti jedan film ne bi istinski mogao prikazati horor Holokausta, scenarist Frederic Raphael se prisjeća da je Kubrick komentirao Schindlerovu listu: "Mislite da je to film o Holokaustu? To je film o uspjehu, zar nije? Holokaust je bilo nešto u čemu je 6 milijuna ljudi ubijeno. Schindlerova lista je film o 600 ljudi koji su preživjeli."
Redatelj francuskog novog vala, Jean-Luc Godard optužio je Spielberga da koristi film kako bi zaradio na tragediji dok istovremeno Schindlerova supruga, Emilie Schindler, živi u siromaštvu u Argentini. Autor knjige Thomas Keneally osporio je tvrdnje da Emilie Schindler nikad nije plaćeno njezino sudjelovanje u projektu "...pogotovo stoga što sam joj nedavno poslao ček." Redatelj Michael Haneke također je kritizirao film, pogotovo dio u kojem Schindlerove žene slučajno budu poslane u logor u Auschwitzu te upućene prema tuševima: "Postoji scena u tom filmu u kojem ne znamo hoće li iz tuševa poteći plin ili voda. Takvo nešto možeš snimiti samo ako misliš da je publika dovoljno naivna, kao što je slučaj s američkom publikom. To nije ispravna upotreba filmske forme. Spielberg je mislio dobro - ali je ispao glup." Međutim, sudeći prema svjedočenju jedne od Schindlerovih Židovki - Etke Liebgold - ovaj incident je temeljen na stvarnom događaju.
Filmaš i profesor Claude Lanzmann, redatelj devetosatnog dokumentarnog filma o Holokaustu - Shoah - napao je film i prozvao ga "kičastom melodramom" i "deformacijom" povijesne istine. Lanzmann je pogotovo bio kritičan prema Spielbergu koji je Holokaust prikazao kroz oči Nijemaca. Vjerujući da je njegov dokumentarni film definitivni prikaz Holokausta, Lanzmann se požalio: "Iskreno vjerujem da postoji vrijeme prije mog dokumentarca Shoah i vrijeme poslije njega i da poslije njega neke stvari nisu više trebale biti snimljene, a Spielberg ih je svejedno snimio." Redatelj Spielberg je ljutito odgovorio na Lanzmannov kriticizam optužujući ga da "on želi biti jedini glas Holokausta". Također je nadodao: "Zapanjuje me da uopće mogu postojati povrijeđeni osjećaji kada netko želi ispričati istinu." Mađarski židovski autor Imre Kertész, preživjeli iz Holokausta, također je kritizirao Spielberga za falsificiranje Holokausta u Schindlerovoj listi odnosno za prikazivanje istoga kao da je to nešto strano ljudskom rodu, kao da je nemoguće da se takvo nešto uopće može dogoditi. Također je odbacio cijeli film istaknuvši "da je očigledno da američki Spielberg, koji - gle čuda - nije bio niti rođen u to vrijeme, može imati bilo kakvu predodžbu o autentičnosti nacističkog koncentracijskog logora... Smatram kičastim svaki onaj pokušaj prikazivanja Holokausta koji ne može shvatiti ili prihvatiti organsku povezanost između našeg deformiranog načina života (bez obzira radilo se o privatnoj stvari ili o kompletnoj civilizaciji) i same mogućnosti Holokausta."
Godine 2004. Kongresna knjižnica proglasila je film "kulturnim dobrom" i izabrala ga za očuvanje u Nacionalnom filmskom registru. Schindlerova lista nalazi se na brojnim listama najboljih filmova, uključujući onu časopisa Time koju su napravili kritičari Richard Corliss i Richard Schickel; magazina Time Out o stotinu najboljih filmova 20. stoljeća objavljenoj 1995. godine te na listi kritičara Leonarda Maltina 100 filmova 20. stoljeća koje morate pogledati. Uz to, Vatikan je proglasio Schindlerovu listu jednim od 45 najboljih filmova ikad snimljenih. Čitatelji njemačkog filmskog časopisa Cinema postavili su Schindlerovu listu na prvo mjesto najboljih filmova svih vremena u izboru 2000. godine. Godine 2002. Channel 4 je postavio Schindlerovu listu na deveto mjesto najboljih filmova ikada te na četvrto mjesto u anketi 2005. godine na listi najboljih ratnih filmova.

## Nagrade i nominacije

### Oscar
Film Schindlerova lista nominiran je u 12 kategorija za prestižnu nagradu Oscar, a osvojio je 7 nagrada.
- Najbolji film - Steven Spielberg, Branko Lustig i Gerald R. Molen
- Najbolji redatelj - Steven Spielberg
- Najbolji adaptirani scenarij - Steven Zaillian
- Najbolja kamera - Janusz Kaminski
- Najbolja scenografija- Allan Starski i Ewa Braun
- Najbolja montaža - Michael Kahn
- Najbolja originalna glazba - John Williams
- Najbolji glavni glumac - Liam Neeson
- Najbolji sporedni glumac - Ralph Fiennes
- Najbolja kostimografija - Anna B. Sheppard
- Najbolja maska - Christina Smith, Matthew W. Mungle i Judith A. Cory
- Najbolji zvuk- Andy Nelson, Steve Pederson, Scott Millan i Ron Judkins

### Zlatni globus
Film Schindlerova lista nominiran je u 6 kategorija za nagradu Zlatni globus, a osvojio je 3 nagrade.
- Najbolji film (drama)
- Najbolji redatelj - Steven Spielberg
- Najbolji scenarij - Steven Zaillian
- Najbolji glumac (drama) - Liam Neeson
- Najbolji sporedni glumac - Ralph Fiennes
- Najbolja originalna glazba - John Williams

### BAFTA
Film Schindlerova lista imao je 13 nominacija za britansku nagradu BAFTA, a osvojio je 7 nagrada.
- Najbolji film - Steven Spielberg, Branko Lustig i Gerald R. Molen
- Nagrada David Lean za najbolju režiju - Steven Spielberg
- Najbolji scenarij - Steven Zaillian
- Najbolji sporedni glumac - Ralph Fiennes
- Najbolja kamera - Janusz Kaminski
- Najbolja montaža - Michael Kahn
- Najbolja glazba - John Williams
- Najbolji glumac - Liam Neeson
- Najbolji sporedni glumac - Ben Kingsley
- Najbolja kostimografija - Anna B. Sheppard
- Najbolja maska - Christina Smith, Matthew W. Mungle i Judith A. Cory
- Najbolja scenografija - Allan Starski
- Najbolji zvuk - Charles L. Campbell, Louis L. Edemann, Robert Jackson, Ron Judkins, Andy Nelson, Steve Pederson i Scott Millan

## Vanjske poveznice
- Službena stranica  Arhivirana inačica izvorne stranice od 8. rujna 2020. (Wayback Machine)
- Schindlerova lista u internetskoj bazi filmova IMDb-a
- Rottentomatoes.com